# Gruppo operativo-tattico "Lyman"
Il Gruppo operativo-tattico "Lyman" (in ucraino Оперативно-тактичне угруповання «Лиман»?, Operatyvno-taktyčne uhrupovannja «Lyman», OTU "Lyman") era una formazione delle Forze terrestri ucraine, costituita durante l'invasione russa dell'Ucraina del 2022 e facente parte del Gruppo operativo-strategico "Chortycja", responsabile del settore compreso fra Svatove e Kreminna.

## Storia
In seguito allo scoppio dell'invasione su vasta scala dell'Ucraina da parte della Russia l'esercito ucraino ha subito una rapida e importante espansione, costituendo 4 cosiddetti "gruppi operativi-strategici" per supervisionare le operazioni di combattimento, i quali a loro volta comprendono diversi gruppi tattici creati ad hoc per settori particolari del fronte. Il Gruppo "Lyman", costituito in seguito alla stabilizzazione della linea di contatto dopo la controffensiva ucraina nella regione di Charkiv, gestiva le unità impiegate lungo il fronte dell'oblast' di Luhans'k, che va dall'area di Svatove a nord a quella antistante Kreminna a sud. Nel corso del 2023 le forze ucraine hanno difeso con successo questo settore, impedendo l'avanzata russa in direzione dell'importante centro di Lyman.
Il 20 febbraio 2024 il Gruppo "Lyman" è stato sciolto, venendo sostituito nello stesso settore dal Gruppo operativo-tattico "Starobil's'k".

## Comandanti
- Brigadier generale Serhij Perec' (2022)[6]
- Brigadier generale Oleksandr Hruzevyč (2022 - 2023)[7]
- Brigadier generale Volodymyr Švorak (2023 - febbraio 2024)[8]